# Lachfalke

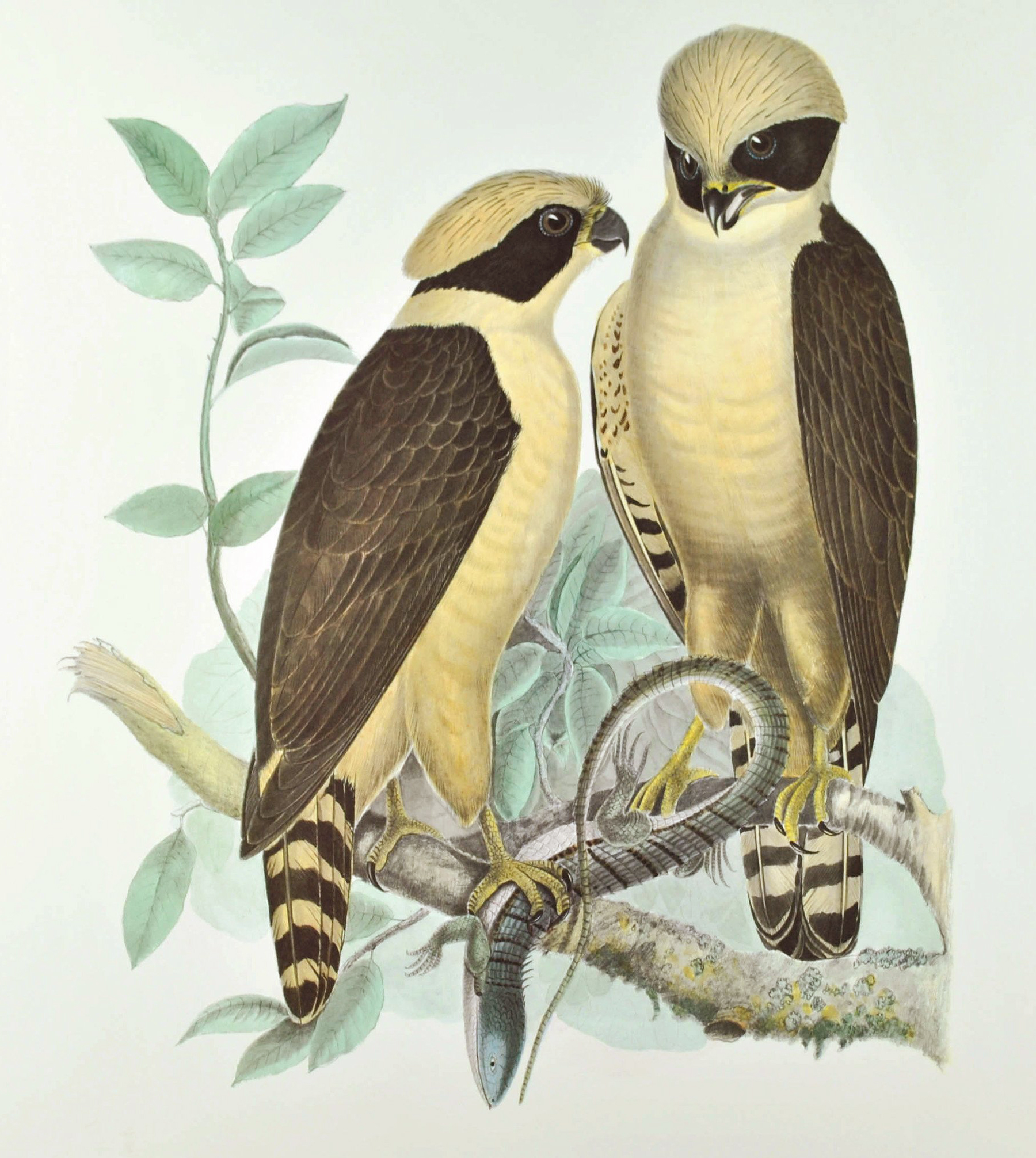
Lachfalken: Darstellung von Andrew Jackson Grayson (1819–1869)

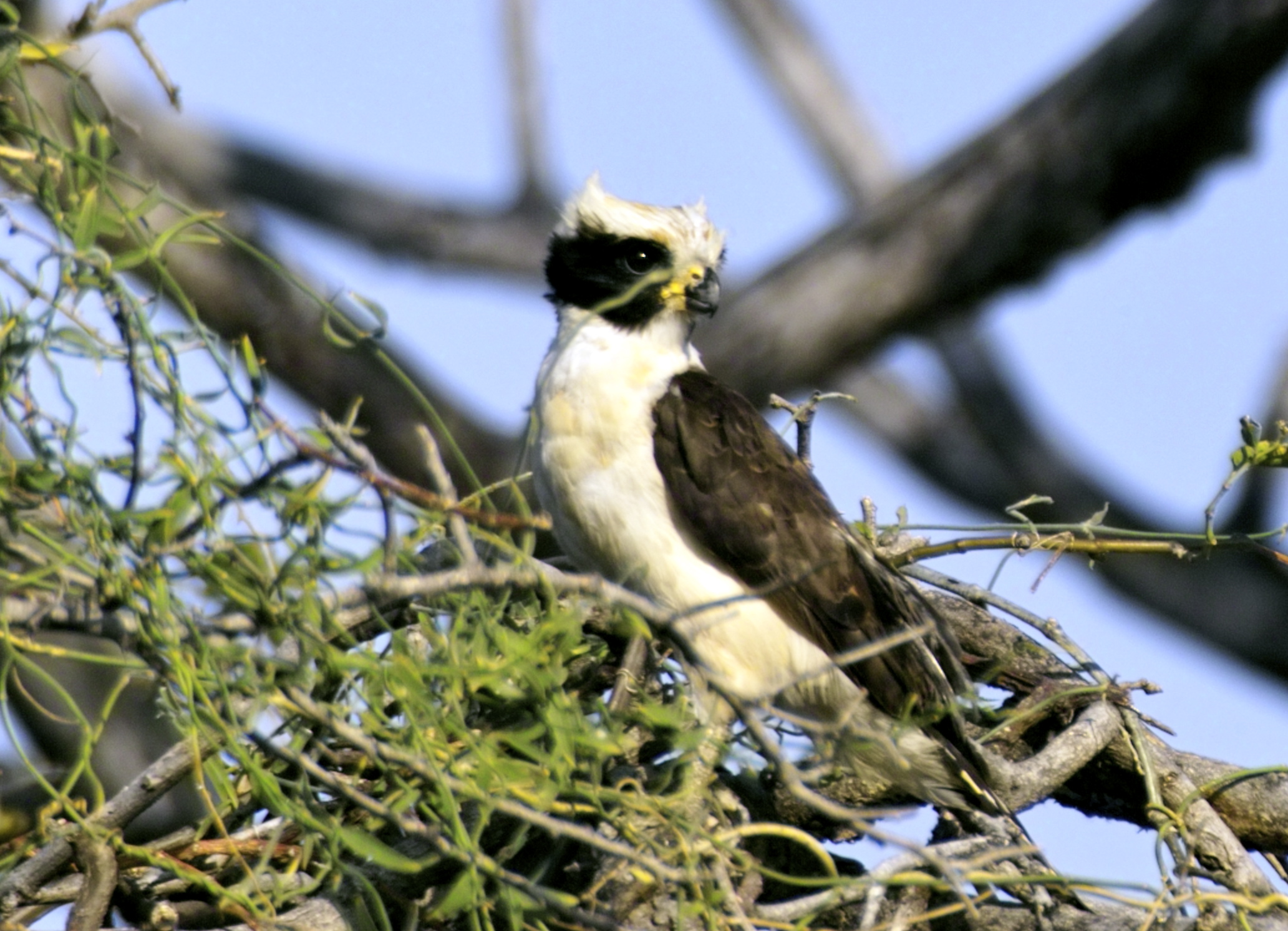

Der Lachfalke (Herpetotheres cachinnans) oder Lachhabicht ist eine Vogelart aus der Familie der Falkenartigen.

## Merkmale
Der Lachfalke kann zwischen 46 und 56 Zentimeter groß werden. Die Weibchen sind meist größer als die Männchen und werden 600 bis 800 Gramm schwer, die Männchen erreichen ein Gewicht von 410 bis 680 Gramm. Sein Gefieder ist weiß bis ockerfarben, die Flügel sind dunkelbraun. Er ist durch seine schwarze Gesichtsmaske, die wie eine Brille aussieht, unverwechselbar. Der Schwanz ist schwarz-weiß gestreift, die Beine haben eine rot-orange Farbe. Auf dem Kopf befindet sich eine gelbliche, hellgrau gestreifte Haube; diese kann aufgestellt werden. Der Schnabel ist dunkelgrau, die Wachshaut ist gelb. Der Lachfalke hat sehr breite Flügel.

## Lebensweise
Lachfalken sind Einzelgänger und kommen nur in der Paarungszeit zusammen. Ihre großen Augen deuten darauf hin, dass sie hauptsächlich dämmerungs- bzw. nachtaktiv sind. Sie ernähren sich von Kleinsäugern, Reptilien und Fischen. Hauptnahrung sind Schlangen, auch Giftschlangen können gegriffen werden. Wenn ein Lachfalke eine Schlange erspäht hat, stürzt er sich auf sie und packt sie direkt hinter dem Kopf. Gegen Bisse schützen die hornigen Schuppen an den Beinen und das dichte Bauchgefieder.
Die Paarungszeit der Lachfalken beginnt im Frühling. Das Brutrevier wird gegen andere Lachfalken verteidigt. Die Nester werden in Felsnischen angelegt. Sind geeignete Nistmöglichkeiten nicht vorhanden, werden auch Baumhöhlen oder die verlassenen Nester von Greifvögeln genutzt. Das Weibchen legt ein bis zwei helle, braungefleckte Eier. Die Eier werden von beiden Geschlechtern ca. 45 Tage lang ausgebrütet. Die Jungvögel sind Nesthocker, oft überlebt nur das erstgeschlüpfte Junge. Nach 55 bis 60 Tagen sind die Jungvögel flügge. In Gefangenschaft können Lachfalken 12 bis 14 Jahre alt werden.
Lachfalken rufen am Morgen und in der Dämmerung „gwa-co“, oft sind auch zwei Tiere zu hören. Diese Rufe haben ihnen in Costa Rica den Namen Guaco eingebracht. Seinen deutschen Namen hat er von den lauten „ha ha ha“-Rufen.

## Verbreitung

Verbreitungsgebiet (grün) des Lachfalken

Lachfalken leben in offenen Wäldern oder in Steppengebieten mit spärlichem Baumbewuchs. Sie kommen in Südamerika von Nordargentinien bis nach Mexiko überall vor. In den Anden Kolumbiens ist er manchmal in Höhen bis zu 2400 Metern anzutreffen.

## Unterarten
Es werden folgende Unterarten unterteilt:
- Herpetotheres cachinnans cachinnans (Linnaeus, 1758)[4] kommt von Mexiko über das zentrale und östliche Südamerika bis ins nördliche Argentinien vor.
- Herpetotheres cachinnans fulvescens Chapman, 1915[5] ist vom östlichen Panama und dem nordwestlichen Kolumbien bis ins nordwestliche Peru verbreitet.

Herpetotheres cachinnans chapmani Bangs & Penard, 1919 und Herpetotheres cachinnans queribundus Bangs & Pernard, 1919, Herpetotheres cachinnans maestus Bangs & Noble, 1918 sowie Herpetotheres cachinnans excubitor Van Rossem, 1938 werden hier als Synonyme zur Nominatform betrachtet.

## Etymologie und Forschungsgeschichte
Die Erstbeschreibung des Lachfalken erfolgte 1758 durch Carl von Linné unter dem wissenschaftlichen Namen Falco cachinnans. Als Verbreitungsgebiet gab er von Südamerika an. 1817 führte Louis Pierre Vieillot die neue Gattung Herpetotheres ein. Dieser Begriff ist ein Wortgebilde aus ἑρπετον herpeton, deutsch ‚Schlange, Reptil‘ und -θηρας, θηραω, θηρ, θηρος -thēras, thēraō, thēr, thēros, deutsch ‚-jagend, jagen, Biest, Tier‘. Der Artname cachinnans steht für lateinisch cachinnans, cachinnantis, cachinnare ‚lachend, laut lachen‘. Fulvescens hat seinen Ursprung in lateinisch fulvescens, fulvescentis, fulvescere ‚glühend gelb, gelb glühen, lohfarben‘. Chapmani ist Frank Michler Chapman gewidmet. Queribundus steht für lateinisch queribundus, queri ‚beschwerend, beschweren‘, maestus für lateinisch maestus ‚traurig, düster, sorgenvoll‘ und excubitor für lateinisch excubitor, excubitoris, excubare, cubare ‚Wache halten, sich hinlegen‘ Alfred Laubmann hatte für sein Werk Die Vögel von Paraguay vier Bälge, gesammelt von Eugen Josef Robert Schuhmacher (1906–1973) und Michael Mathias Kiefer (1902–1980) in Puerto Casado, in Bergfeld im Departamento Boquerón und im Bergland des Río Apa bei San Luis de la Sierra im Departamento Concepción, zur Verfügung. In der Literatur sah er z. B. Fortin Page am Río Pilcomayo durch John Graham Kerr, am Río Confuso durch Arnaldo de Winkelried Bertoni und in Puerto Pinasco im Departamento Presidente Hayes durch Alexander Wetmore Nachweise für das Land. Außerdem erwähnte Laubmann Gavilane de Estero del macagüá von Félix de Azara. Laubmann schlug Herpetotheres cachinnans queribundus als Unterart für Paraguay zu.